# Népsziget
A Népsziget Budapest városrésze a IV. és a XIII. kerületben, nevezik még Újpesti-szigetnek vagy Szúnyog-szigetnek is. Mintegy 2 km hosszú, 50 ha felszínű félsziget a kerülethatár Újpesti vasúti híd töltésének északi és déli oldalán. A Duna folyam egyik szigete volt, ma félsziget. Minden oldalról a Duna határolja, kivéve a Zsilip utcát. Az Óbudai-szigettől északkeletre helyezkedik el.

## Története
Az 1695. szeptemberi pesti határbejárás adatai alapján Saban-szigetnek hívták. 18-19. századi térképeken Pesti-sziget néven, később Újpesti-sziget néven tüntetik fel. A köznyelv később Szúnyog-sziget vagy Csigás-sziget néven emlegette.
Eredetileg a Duna egyik szigete volt Pest és Rákospalota határán, amelyet 1853-1863 között egy vékony földnyelvvel az újpesti Zsilip utcán át Újpesthez kapcsoltak, emiatt félszigetté vált. A szűk utca az 1873-ben épült fazsilipről kapta a nevét. 1929 óta egy vasbeton műtárgyon halad át az utca. A leválasztott Újpesti-öbölben 1883-ban létrehoztak egy téli kikötőt, és a parton építették meg a Pesti és Fiumei Hajógyár Váci úti telepét. Több hajógyár 1890-es egyesülését követően a Danubius Hajó és Gépgyár Rt. nevet vette fel, majd 1911-ben a Ganz és Társa-Danubius Villamossági-, Gép-, Waggon- és Hajógyár Rt. néven üzemelt tovább. 1962-1985 között a Ganz-MÁVAG Magyar Daru- és Hajógyár Angyalföldi Gyáregysége néven élte utolsó évtizedeit.
Északon egy mára már keskennyé vált árok választja el a Palotai-szigettől, amely ma szintén félsziget. A korabeli határok szerint Népsziget teljes területe Budapest, a Palotai-sziget pedig Újpest része volt. Érdekesség, hogy mivel a mai napig a régi városhatár szerepel a törvény szövegében a XIII. és a IV. kerület határaként feltüntetve, a sziget északi része bár de facto a IV. kerület közigazgatási része az 1960-as évek óta, de jure a XIII. kerülethez tartozna.
1896-ban épült meg az Újpesti vasúti híd, fontos összeköttetést biztosítva a félsziget és a Duna két partja között. Az 1928-as nyári olimpiai játékokra tervezett budapesti pályázat alapján a félsziget fontos központi helye lett volna az olimpiának.

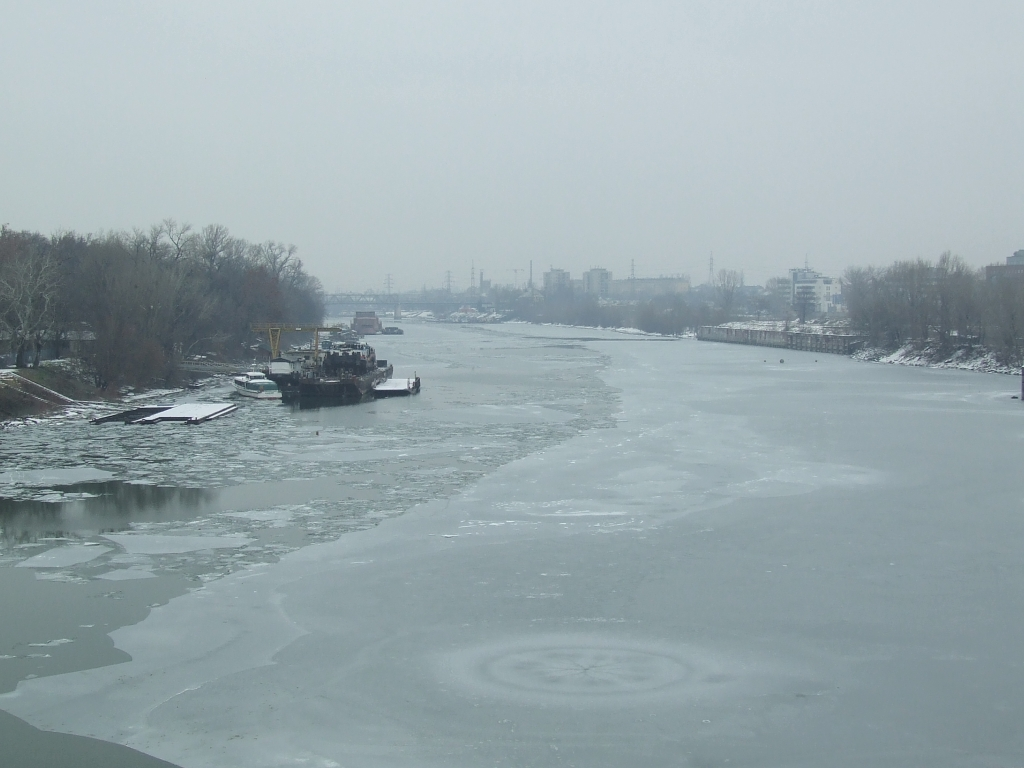
A téli kikötő a Meder utcai gyalogoshídról szemlélve

A Népsziget nyugati oldala az 1960–70-es években szabadstrandként működött. A hajózás segítésére hatalmas kőtornyokat építettek. A Népsziget öböl felőli oldalán kajakos- és kenuszakosztályok csónakházai alakultak ki, amelyek közül mára alig néhány működik. A nyugati oldalon a lidó mellett különböző gyárak üdülői üzemeltek, mintegy versenyezve a szemközti Római-parttal. Az 1970-es években az Újpesti vasúti hídon az északi oldalon kerékpáros és szóló motoros közlekedés, a déli oldalon gyalogos közlekedés volt. A híd keresztezi a félszigetet a felső harmadon át. A félsziget a város fontos zöldterülete.
Az öbölben, a félsziget déli csúcsánál, a Meder utcától régen egy kishajó-kompjárat járt át a félszigetre (Rocsó). Az újpesti Duna-ág déli végén, a Téli kikötő bejáratánál 1973-ban a Vízművek számára, a Fővárosi Mérnöki Tervező Vállalat tervei szerint, egy 65 m nyílású csőhíd épült, amelyet 1975 óta gyalogosok is használhatnak a Népsziget megközelítésére. A leromlott állapotú hidat 2017-ben újították fel. A Meder utcától délre, a közelmúltban Vizafogó északi csücskében felépült lakópark, a Marina-part remélhetőleg segít fellendíteni e terület leromlott infrastruktúráját.

## Napjainkban

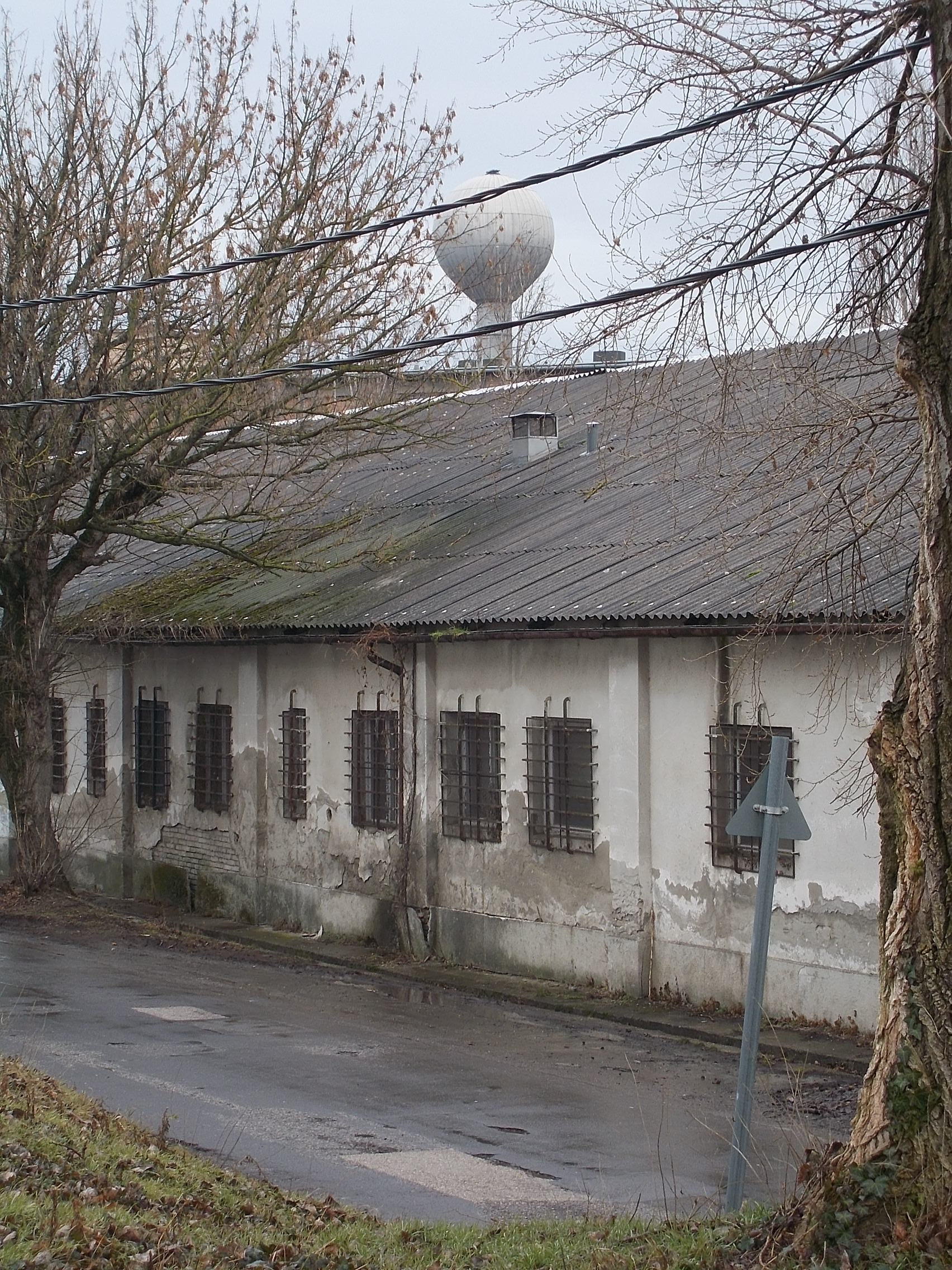
Zsilip utca (részlet)

Napjainkban a szigeten üzemel a Léthatáron Alapítvány „Isola” Éjjeli Menedékhelye, amely korábban hajléktalanszálló volt, 2024-ben pedig pihenőhelyként és műteremként nyitott újra. Működik továbbá egy lovarda, egy kutyaiskola, a vasúti híd mentén pedig nyaranta néhány vendéglátóipari egység is. A látogatók előszeretettel nézik meg a kecskéket, tyúkokat és egyéb háziállatokat bemutató magánparkot is. A vízügyi szempontból hullámtérbe sorolt félszigetet a főág mentén nyári gát védi, a nagyobb árvizek alkalmanként elöntik.
Az alapvetően félreeső helyzetű és elhanyagolt állapotú félsziget megítélése a budapesti lakosság körében nem egyértelmű. Míg egyesek a jelenlegi állapot vadregényességét magányosságát, „retro hangulatát” emelik ki, mások szerint inkább ijesztő, kietlen – sőt egyesen „apokalipszis utáni”, „horrorfilmbe illő”, elhagyatott hely. Abban a vélekedők egyet értenek, hogy a terület Budapesti egyik olyan összefüggő helye, ahol tulajdonképpen megállt az idő. Feltehetően nem sokáig, mert már 2008–2009 körül komolyabb építési tervek születtek a szigetre. Ezek végül az akkori világválság miatt nem kerültek megvalósításra, azonban 10 évvel később ismét olvasni előkészületekről:
„A 24.hu kiemeli, hogy a kerület jelenlegi településkép-védelemről szóló rendelete, illetve a Népszigetet érintő szabályzat szerint a fennhatóságuk alá tartozó részen az üdülőházak karaktere és a fás növényzet megőrzendő, az 500 négyzetméteresnél nagyobb alapterületű új épületek lapostetejének pedig legalább 50 százalékán zöldtetőnek kell lennie. [...] A maximális elérhető épületmagasság a különleges területnek minősülő két övezetben 12, illetve 8 méter. Előbbiben minimum 4000 négyzetméteres telkek vághatók ki, melyek maximális beépíthetősége 25 százalék, a területük legalább 50 százalékát azonban zöldterületként kell meghagyni, míg utóbbit akár 1600 négyzetméteres darabokra is lehet szabdalni, de cserébe csak 8 méter magas épületek építhetők, míg a minimális zöldterületi mutató 60 százalékos.”

## Ipari üzemek a Népszigeten

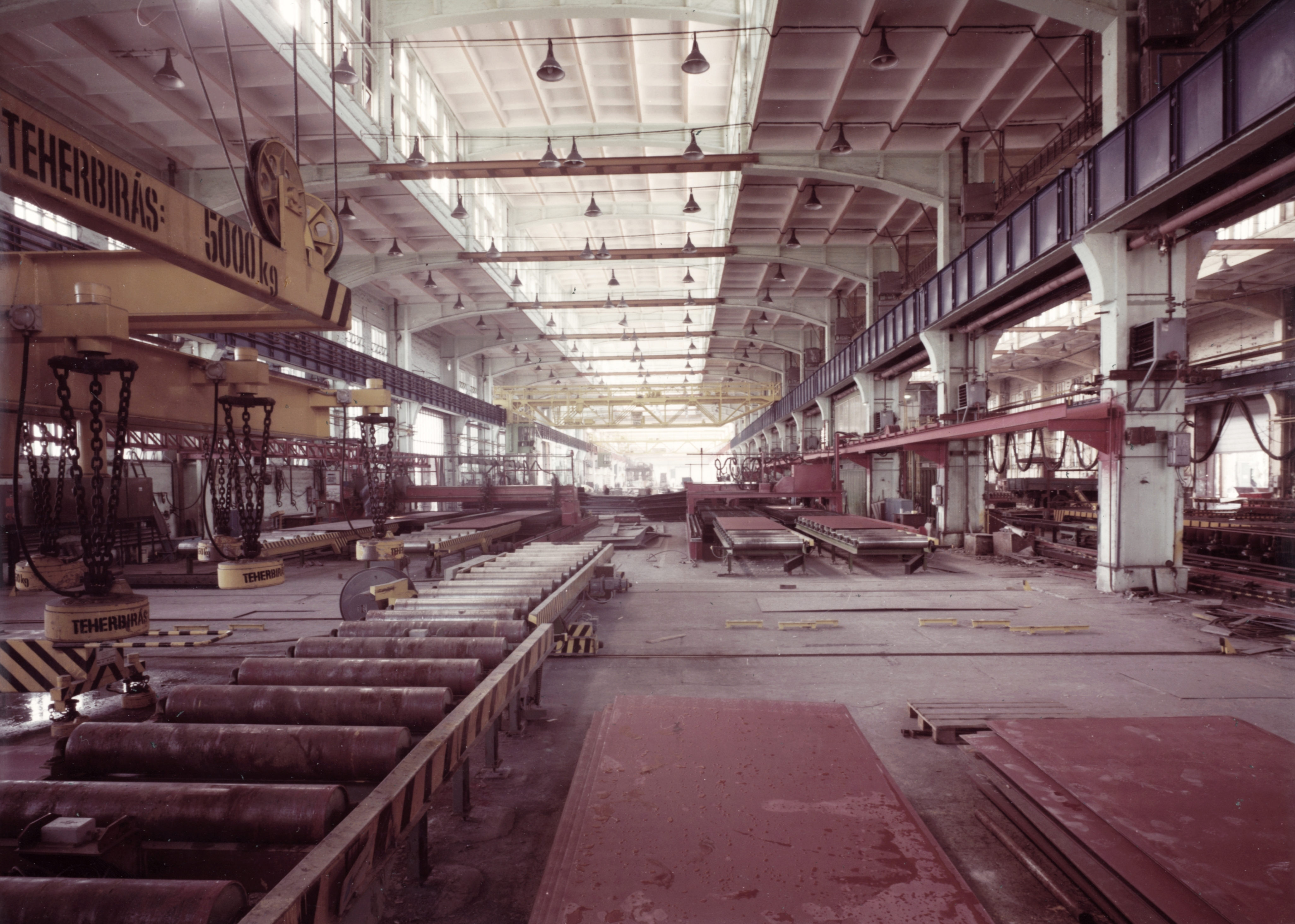
Az angyalföldi hajógyár szerelőcsarnoka 1984-ben

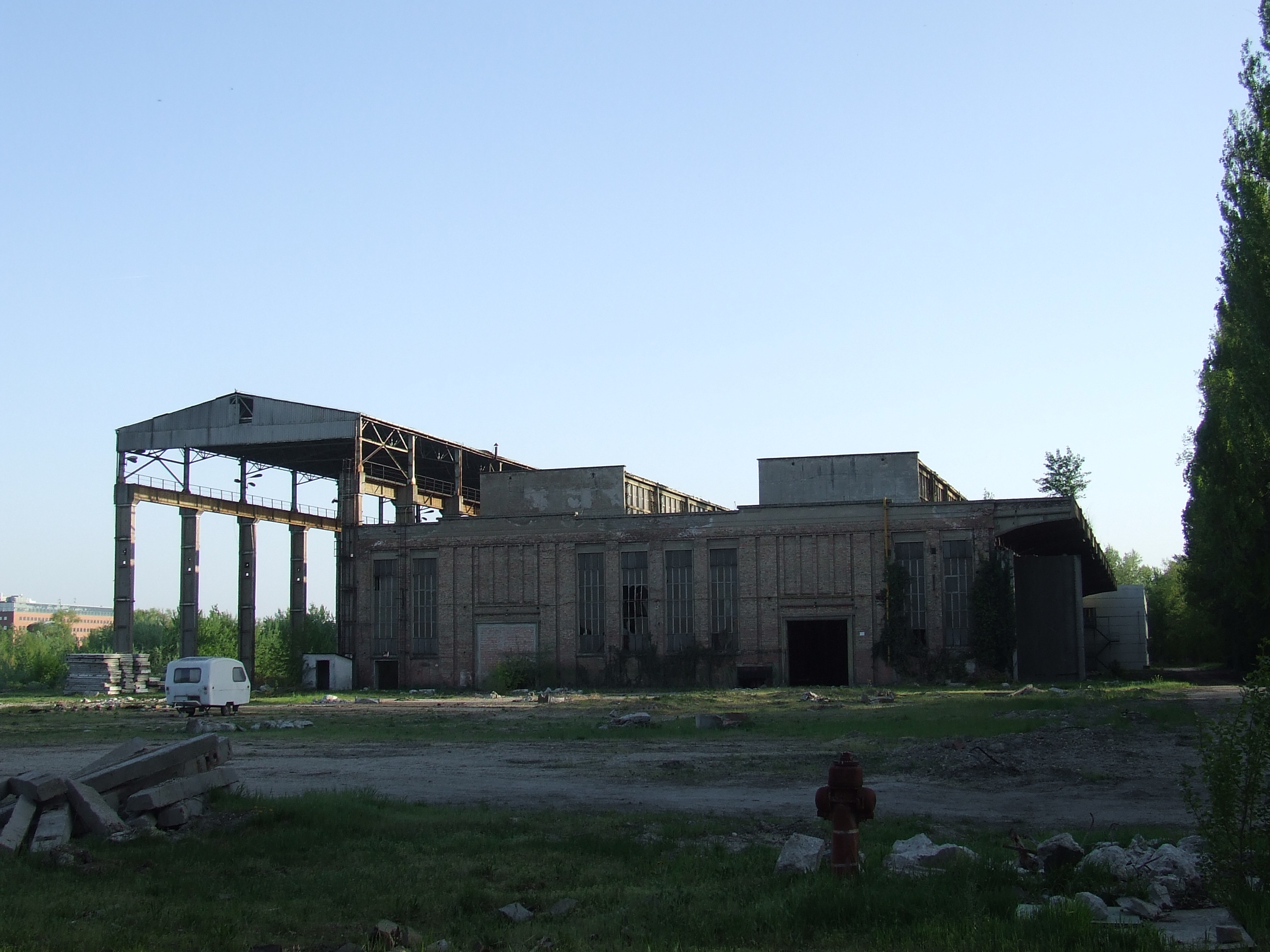
Az angyalföldi hajógyár romjai 2005-ben

A Népszigeten két jelentős ipari üzem működött hosszú időn át, amelyekkel 1980-ra érte el az eddigi beépítettsége maximumát:
- MHD: Az Újpesti-öböl déli partjaira települt a Ganz Danubius Hajó- és Darugyár. A hajógyárat 1948-ban összevonták a kőbányai Ganz–MÁVAG gyárral, amely 1988-ig működött. 1962-ben átkeresztelték, innentől a Ganz-MÁVAG Magyar Hajó- és Darugyár (MHD) Angyalföldi Gyáregységeként üzemelt 1985-ig.[4] A rendszerváltás után a részleg Ganz Sziget Hajó, Daru- és Acélszerkezetgyártó Kft.-ként üzemelt. 1993-ban leállt a termelés. Az ezredfordulóra a gyárat kiürítették, a hatalmas üzemcsarnokok közül csak a népszigeti oldalon maradt meg néhány romos állapotban.[20]

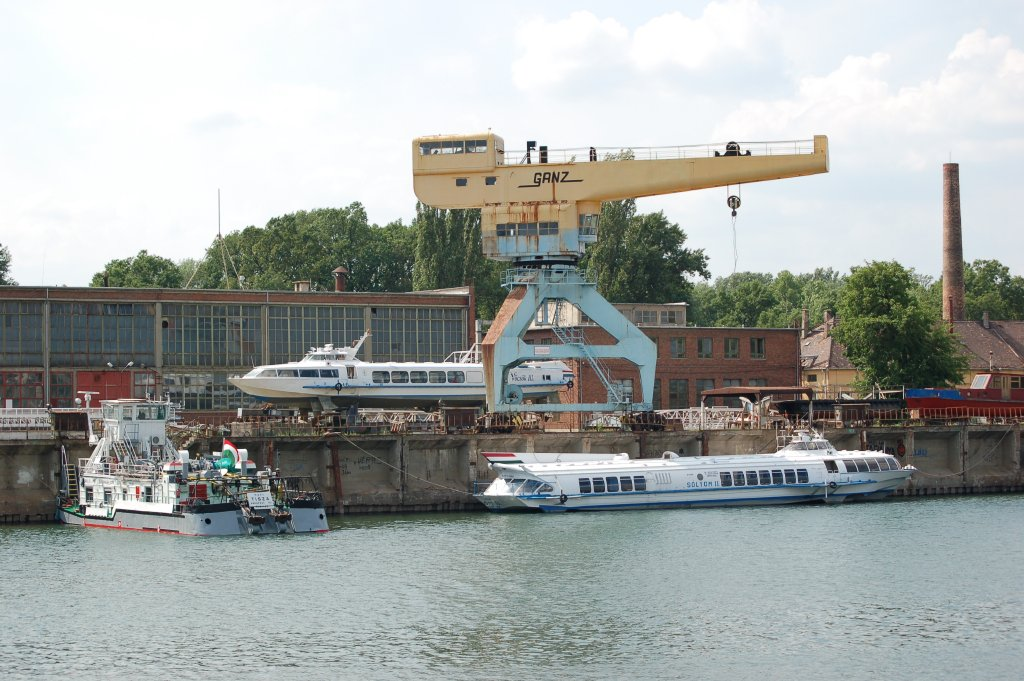
A Mahart Újpesti Hajójavító üzeme 2012-ben

- MAHART: 1919-ben a Magyar (Királyi) Folyam- és Tengerhajózási Rt. (MFTR) hajójavító műhelyt létesített a Népszigeten. Ennek az utódvállalata volt 1946-tól a Magyar-Szovjet Hajózási Rt. (MESZHART). Később a szovjet érdekeltségek kiléptek a veszteségesnek tartott vállalkozásból, így 1954-ben megszületett a Magyar Hajózási Rt. (MAHART), a szigeten pedig a Mahart Újpesti Hajójavító üzeme. Az új vállalat később fellendült és az Újpesti-öböl északnyugati partjait elfoglalva évtizedeken át jelentős ipari tevékenységet folytatott. Az üzem napjainkban is működik.[21] Az irodákat, műhelyeket és raktárakat különböző cégek bérlik.

Érdekesség, hogy mindkét gyár rendelkezett vasúti kapcsolattal is: azonban a két iparvágány nem az Újpesti hídra csatlakozott, hanem Budapest–Esztergom-vasútvonalat aluljáróban merőlegesen keresztező vontatóvágányon át. A vágány a félsziget északi részén, a Zsilip utcába kanyarodva érte el a külső Váci úti iparvágányhálózatot. (Ez utóbbi az Angyalföld vasútállomásnál kapcsolódott a MÁV esztergomi vonalához.) A szigeti vontatóvágány 1959-ben épült ki és 1982-ben bontották el.

## Megközelítése
Gépjárművel a Zsilip utcán át közelíthető meg, gyalogosan és kerékpárral Újpesti vasúti hídon keresztül Óbudáról és Pestről is; a Meder utcai gyalogoshídon keresztül Pest felől közelíthető meg. Tömegközlekedés nincs a félszigeten.